# Río Livitaca
Der Río Livitaca ist ein etwa 60 km langer linker Nebenfluss des Río Apurímac in der Region Cusco in Südzentral-Peru.

## Flusslauf
Der Río Livitaca entspringt in der peruanischen Westkordillere, auf einer Höhe von etwa 4600 m. Das Quellgebiet liegt 40 km nordwestlich der Stadt Yauri. Der Río Livitaca fließt in nördlicher Richtung durch das Anden-Hochland im Osten der Provinz Chumbivilcas. Bei Flusskilometer 24 liegt die Ortschaft Livitaca westlich des Flusslaufs. Auf den unteren 20 Kilometern bildet der Río Livitaca die Grenze zur westlich gelegenen Provinz Paruro. Der Río Livitaca mündet schließlich auf einer Höhe von etwa 3000 m in den Río Apurímac.

## Einzugsgebiet und Hydrologie
Das Einzugsgebiet des Río Livitaca umfasst ein Areal von etwa 755 km². Es grenzt im Osten und im Süden an des Oberlaufs des Río Apurímac sowie im Westen und Südwesten an das des Río Velille, einem linken Nebenfluss des Río Apurímac.